# Arnold Classic

L'Arnold Classic est devenu une des compétitions majeures de culturisme.

L'Arnold Classic est une compétition annuelle de culturisme, nommée d'après Arnold Schwarzenegger, qui se déroule fin février à début mars à Columbus, Ohio, aux États-Unis. Cette compétition est l'une des plus lucratives du monde du culturisme, avec notamment un premier prix comprenant 100 000 $ cash, un Hummer et une Rolex. Comme souvent dans des compétitions de culturisme, le départage des finalistes peut être très serré avec seulement 1 ou 2 points de différence. 
L'Arnold Classic comprend trois compétitions pour les femmes : Ms. International, Fitness International et Figure International.  Lors de la compétition, de nombreux autres sports sont également présentés, tels que la gymnastique, le cheerleading, la danse, l'escrime, le yoga, des arts martiaux, des sports de force, de la lutte, ou du powerlifting.  

## Vainqueurs
| Année | Arnold Classic    | Ms. International | Fitness International    | Figure International     | Bikini International Pro | Arnold Classic 212 | Men's Physique      |
| ----- | ----------------- | ----------------- | ------------------------ | ------------------------ | ------------------------ | ------------------ | ------------------- |
| 1989  | Rich Gaspari      | Jackie Paisley    |                          |                          |                          |                    |                     |
| 1990  | Mike Ashley       | Laura Creavalle   |                          |                          |                          |                    |                     |
| 1991  | Shawn Ray         | Tonya Knight      |                          |                          |                          |                    |                     |
| 1992  | Vince Taylor      | Anja Schreiner    |                          |                          |                          |                    |                     |
| 1993  | Flex Wheeler      | Kim Chizevsky     |                          |                          |                          |                    |                     |
| 1994  | Kevin Levrone     | Laura Creavalle   | Carol Semple-Marzetta    |                          |                          |                    |                     |
| 1995  | Mike Francois     | Laura Creavalle   | Carol Semple-Marzetta    |                          |                          |                    |                     |
| 1996  | Kevin Levrone     | Kim Chizevsky     | Alexandra Béres          |                          |                          |                    |                     |
| 1997  | Flex Wheeler      | Yolanda Hughes    | Carol Semple-Marzetta    |                          |                          |                    |                     |
| 1998  | Flex Wheeler      | Yolanda Hughes    | Susie Curry              |                          |                          |                    |                     |
| 1999  | Nasser El Sonbaty | Vickie Gates      | Susie Curry              |                          |                          |                    |                     |
| 2000  | Flex Wheeler      | Vickie Gates      | Kelly Ryan               |                          |                          |                    |                     |
| 2001  | Ronnie Coleman    | Vickie Gates      | Jenny Worth              |                          |                          |                    |                     |
| 2002  | Jay Cutler        | Yaxeni Oriquen    | Susie Curry              |                          |                          |                    |                     |
| 2003  | Jay Cutler        | Yaxeni Oriquen    | Susie Curry              | Jenny Lynn               |                          |                    |                     |
| 2004  | Jay Cutler        | Iris Kyle         | Adela Garcia-Friedmansky | Jenny Lynn               |                          |                    |                     |
| 2005  | Dexter Jackson    | Yaxeni Oriquen    | Jen Hendershott          | Jenny Lynn               |                          |                    |                     |
| 2006  | Dexter Jackson    | Iris Kyle         | Adela Garcia             | Mary Elizabeth Lado      |                          |                    |                     |
| 2007  | Víctor Martínez   | Iris Kyle         | Kim Klein                | Mary Elizabeth Lado      |                          |                    |                     |
| 2008  | Dexter Jackson    | Yaxeni Oriquen    | Kim Klein                | Gina Aliotti             |                          |                    |                     |
| 2009  | Kai Greene        | Iris Kyle         | Jen Hendershott          | Zivile Raudoniene        |                          |                    |                     |
| 2010  | Kai Greene        | Iris Kyle         | Adela Garcia-Friedmansky | Nicole Wilkins-Lee       |                          |                    |                     |
| 2011  | Branch Warren     | Iris Kyle         | Adela Garcia-Friedmansky | Nicole Wilkins-Lee       | Nicole Nagrani           |                    |                     |
| 2012  | Branch Warren     | Yaxeni Oriquen    | Adela Garcia-Friedmansky | Nicole Wilkins-Lee       | Sonia Gonzales           |                    |                     |
| 2013  | Dexter Jackson    |                   | Tanji Johnson            | Candice Keene            | India Paulino            |                    |                     |
| 2014  | Dennis Wolf       |                   | Oksana Grishina          | Candice Keene            | Ashley Kaltwasser        | James Lewis        |                     |
| 2015  | Dexter Jackson    |                   | Oksana Grishina          | Camala Rodriguez-McClure | Ashley Kaltwasser        | Juliana Malacarne  | Sadik Hadzovic      |
| 2016  | Kai Greene        |                   | Oksana Grishina          | Latorya Watts            | India Paulino            | Hidetada Yamagishi | Brandon Hendrickson |
| 2017  | Cedric McMillan   |                   | Oksana Grishina          | Candice Lewis-Carter     | Angelica Teixeira        | Ahmad Ashkananii   | Ryan Terry          |
| 2018  | William Bonac     |                   | Whitney Jones            | Candice Lewis-Carter     | Ashley Kaltwasser        | Kamal Elgargni     | Andre Ferguson      |
| 2019  | Brandon Curry     |                   |                          |                          |                          |                    |                     |

## Hommes Forts
| Année       | Champion                | 2e Place                | 3e Place              |
| ----------- | ----------------------- | ----------------------- | --------------------- |
| 2002        | Mark Henry              | Svend Karlsen           | Phil Pfister          |
| 2003        | Žydrūnas Savickas       | Svend Karlsen           | Raimonds Bergmanis    |
| 2004        | Žydrūnas Savickas       | Svend Karlsen           | Raimonds Bergmanis    |
| 2005        | Žydrūnas Savickas       | Vasyl Virastyuk         | Glenn Ross            |
| 2006        | Žydrūnas Savickas       | Vasyl Virastyuk         | Mariusz Pudzianowski  |
| 2007        | Žydrūnas Savickas       | Vasyl Virastyuk         | Andrus Murumets       |
| 2008        | Žydrūnas Savickas       | Derek Poundstone        | Mikhail Koklyaev      |
| 2009 Note 1 | Derek Poundstone        | Mikhail Koklyaev        | Travis Ortmayer       |
| 2010        | Derek Poundstone        | Žydrūnas Savickas       | Travis Ortmayer       |
| 2011 Note 2 | Brian Shaw              | Mike Jenkins            | Žydrūnas Savickas     |
| 2012        | Mike Jenkins            | Derek Poundstone        | Žydrūnas Savickas     |
| 2013 Note 3 | Vytautas Lalas          | Brian Shaw              | Mikhail Koklyaev      |
| 2014        | Žydrūnas Savickas       | Brian Shaw              | Mike Burke            |
| 2015        | Brian Shaw              | Žydrūnas Savickas       | Mateusz Kieliszkowski |
| 2016        | Žydrūnas Savickas       | Brian Shaw              | Vytautas Lalas        |
| 2017        | Brian Shaw              | Hafþór Júlíus Björnsson | Jerry Pritchett       |
| 2018        | Hafþór Júlíus Björnsson | Brian Shaw              | Mikhail Shivlyakov    |
| 2019        | Hafþór Júlíus Björnsson | Martin Licis            | Mateusz Kieliszkowski |
| 2020        | Hafþór Júlíus Björnsson | Mateusz Kieliszkowski   | Martin Licis          |